# Sølvblad-familien
Sølvbladfamilien (Elaeagnaceae) består af buske og træer med meget små blomster. De har torne og skjoldhår og bladene er udelte uden fodflige. Sølvbladfamiliens arter bestøves med vinden og i Danmark findes i alt tre slægter, markeret med stjerne i listen herunder.
| Slægter |

- Bøffelbær (Shepherdia)
- Havtorn eller Sandtorn (Hippophaë)
- Sølvblad (Elaeagnus)